# Цобе
Слободан Батјаревић Цобе (Лесковац 13. новембар 1981) је српски певач ромског порекла који се такмичио у трећој сезони такмичења Звезде Гранда. Такође се такмичио у ријалити програму Задруга и трећој сезони серијала Фарма.

## Дискографија[4]

### Албуми
- Признајем (2001) са оркестром Јужне звезде (Имаџ рекордс)
- Хало, хало (2002) на ромском језику (Имаџ рекордс)
- О девел судо баро (2005) на ромском језику (Имаџ рекордс)

### Синглови на српском[5]
- Кармин од ваниле (2007)
- Мамболе (2008)
- Ти припадаш само мени (2009)
- Гел гел купујем (2010) коју је за њега написао певач Драган Којић Кеба
- Која душа (2011)
- Гарава и плава (2012) са Руле Гранд фестивал 2012.
- Циганка (2015)
- Срце тика так (2016)
- А могла си све (2017)
- Очинска љубав (2018)